# Friendly Thug 52 NGG
Friendly Thug 52 NGG, pseudonimo di Aleksandr Dmitrievič Romanov (in russo Александр Дмитриевич Романов?; San Pietroburgo, 28 maggio 2000), è un rapper russo.

## Biografia
Friendly Thug 52 NGG, originario di San Pietroburgo e noto per il suo coinvolgimento nel traffico di droga in passato, ha fatto il suo debutto discografico con l'album in studio Cruiser Aurora nell'aprile 2022.
Nel novembre 2023 è stato messo in commercio il secondo LP Cristoforo Colombo, accolto commercialmente; il disco, promosso dalla tournée No Gletcher Gang, ha infatti esordito al 2º posto della Latvijas straumētāko albumu della LaIPA e al 29º nella Albumų Top 100 della AGATA, e ha piazzato Na circus, un duetto con Skriptonit, nella top 20 lettone. Una delle tracce, Lost Angeles, è stata supportata da un video uscito il mese successivo. Friendly Thug 52 NGG è stato incluso nella lista degli under 30 di Forbes Russia nell'aprile 2024.
È ritornato sulle scene musicali nella prima metà del 2025 con Diamond Tears, singolo inciso assieme a Kizaru. È poi uscito il terzo disco, intitolato Graf Monte-Cristo/Most Valuable Pirate e reso disponibile nel mese di aprile, che ha replicato il successo digitale del progetto precedente. Graf Monte-Cristo/Most Valuable Pirate è entrato al 21º posto della graduatoria dischi lituana e ha piazzato le venti tracce nella Top Internet Hits Russia Weekly Chart simultaneamente; quella più fortunata, No Gletcher Gang 2, ha fatto l'entrata nella top ten della Latvijas straumētāko singlu. AIST, invece, è stata supportata da un video.

## Discografia

### Album in studio
- 2022 – Cruiser Aurora
- 2023 – Cristoforo Colombo
- 2025 – Graf Monte-Cristo/Most Valuable Pirate

### Singoli
- 2021 – Loyalty Above Money
- 2021 – Two Thousand Nineteen
- 2021 – DreamKeeperc
- 2022 – Struggle
- 2022 – Young Die
- 2022 – Miss You
- 2022 – Poke
- 2023 – You Only Live Once
- 2023 – Dom s prividenijami (con Obladaet)
- 2023 – Legit Check
- 2024 – Ammo
- 2024 – Lagernaja (con Saluki)
- 2025 – Diamond Tears (con Kizaru)